# Cupalit
Cupalit ist ein sehr selten vorkommendes Mineral aus der Mineralklasse der „Elemente (einschließlich natürliche Legierungen bzw. intermetallische Verbindungen, Carbide, Nitride, Phosphide und Silicide)“ mit der idealisierten chemischen Zusammensetzung CuAl und ist damit chemisch gesehen eine natürliche Legierung aus Kupfer und Aluminium im Stoffmengenverhältnis von 1 : 1. 
Natürlich entstandener Cupalit kristallisiert im orthorhombischen Kristallsystem und entwickelt myrmekitische (wurmförmige) bis dendritische oder tropfenförmige Körner von bis zu 35 μm Größe als Einschlüsse in Khatyrkit sowie unregelmäßig geformte Körner von bis zu 20 μm Größe in Rissen des Khatyrkits.
Das Mineral ist in jeder Form undurchsichtig (opak) und weist auf den Oberflächen der graugelben Körner einen metallischen Glanz auf.

## Etymologie und Geschichte
Erstmals entdeckt wurde Cupalit in einem Fragment des Meteoriten Khatyrka, von denen insgesamt zehn Stücke am Fluss Chatyrka (englisch Khatyrka) im Autonomen Kreis der Korjaken im fernen Osten Russlands gefunden werden konnten. Der Meteorit gilt daher als Typlokalität des Minerals.
Die Analyse und Erstbeschreibung von Cupalit erfolgte 1985 durch L. V. Razin, N. S. Rudashevskij und L. N. Vyalsov, die das Mineral nach seiner Zusammensetzung aus Kupfer und Aluminium benannt.

## Klassifikation
In der veralteten, aber noch gebräuchlichen 8. Auflage der Mineralsystematik nach Strunz gehörte der Cupalit zur Mineralklasse der „Elemente“ und dort zur Abteilung der „Metalle und intermetallischen Legierungen (ohne Halbmetalle)“, wo er zusammen mit Aluminium und Khatyrkit die unbenannte Gruppe I/A.03 bildete.
Die seit 2001 gültige und von der International Mineralogical Association (IMA) verwendete 9. Auflage der Strunz’schen Mineralsystematik ordnet den Cupalit ebenfalls in die Abteilung der „Metalle und intermetallischen Verbindungen“ ein. Diese ist allerdings weiter unterteilt nach den in der Verbindung vorherrschenden Metallen, die entsprechend ihrer verwandten Eigenschaften in Metallfamilien eingeteilt wurden. Cupalit ist hier entsprechend seiner Zusammensetzung als Namensgeber zusammen mit Kupfer in der Unterabteilung „Kupfer-Cupalit-Familie“ zu finden, wo es als einziges Mitglied die unbenannte Gruppe 1.AA.20 bildet.
Auch die vorwiegend im englischen Sprachraum gebräuchliche Systematik der Minerale nach Dana ordnet den Cupalit in die Klasse und dort in die gleichnamige Abteilung der „Elemente“ ein. Hier ist er zusammen mit Khatyrkit in der unbenannten Gruppe 01.01.15 innerhalb der Unterabteilung „Elemente: Metallische Elemente außer der Platingruppe“ zu finden.

## Chemismus
Anhand von neun Körnern mithilfe der Elektronenstrahlmikroanalyse konnten Razin, Rudashevskij und Vyalsov die chemische Zusammensetzung mit einem gewichtsprozentualen Anteil von 59,9 bis 61,7 % Kupfer, 29,3 bis 30,4 & Aluminium und 7,66 bis 9,35 % Zink (Summe 98,61 bis 100,45 %) ermitteln, wobei eine negative Korrelation zwischen Kupfer und Zink besteht. Die Messergebnisse entsprechen der empirischen Formel (Cu,Zn)Al.

## Kristallstruktur
Die Röntgendiffraktion mithilfe des Debye-Scherrer-Verfahren ergab, dass das Mineral eine orthorhombische Symmetrie aufweist. Die Gitterparameter betragen a = 6,95(1) Å, b = 4,16(1) Å und c = 10,04(1) Å bei 10 Formeleinheiten pro Elementarzelle. Die genaue Raumgruppe konnte jedoch nicht ermittelt werden. Das Röntgenmuster soll dem von synthetischem CuAl2 ähneln und eine zentrierte orthorhombische Zelle aufweisen. Die stärksten der sieben ermittelten Röntgenreflexionen sind 5,07(10)(002), 4,12(8)(010), 3,59(2)(110).
1972 analysierten Mohamed El-Boragy, Reiner Szepan und Konrad Schubert zwei synthetisch erzeugte Proben mit der idealisierten Zusammensetzung von Cupalit (CuAl) und kamen zu dem Ergebnis, dass diese Verbindung monoklin kristallisiert und entweder die Raumgruppe I2/m (Raumgruppen-Nr. 12, Stellung 3) mit den Gitterparametern a = 9,889 Å; b = 4,105 Å; c = 6,913 Å und β = 89,996° oder die C2/m (Nr. 12) mit den Gitterparametern a = 12.066 Å; b = 4.105 Å; c = 6.913 Å und β = 55.04° aufweist.

## Bildung und Fundorte
Außer seiner Typlokalität, den Fragmenten des Meteoriten Khatyrka, die in den fluvialen Sedimenten entlang der Flüsse Chatyrka und Listventovyi (auch Listvenitovyi) gesammelt wurden, ist bisher (Stand März 2018) kein weiterer Fundort für Cupalit bekannt.